# Bell P-39 Airacobra
Bell P-39 Airacobra je bilo ameriško lovsko letalo druge svetovne vojne.

## Začetek proizvodnje
Letalo je bil prvi lovec s sredinskim motorjem, to je motorjem, ki se nahaja za pilotom. Zasnovano je bilo za naloge nizko letečega lovca z možnostjo uporabe kot jurišnega letala. Visok obris letala je slabil njegovo okretnost v zraku, je pa omogočal pilotu dober pregled nad bojiščem. Iz tega razloga so letalo tudi opremili z motorjem, ki je najbolje deloval v nižjih zračnih plasteh. Letalo je bilo opremljeno s trikolesnim podvozjem, ki je zahtevalo drugačen način pristajanja kot klasično podvozje. Letalo namreč ni »sedlo« na rep, temveč na prednje kolo, ki se je nahajalo v nosu letala. Bilo je, poleg npr. P-38, P-40 in P-51, eno redkih ameriških letal med 2. SV, ki so uporabljala enak, Allisonov V-12 tekočinsko hlajen motor.

## Uspehi letala
Letalo je doseglo velike uspehe le v enotah Rdeče armade, kjer so 5.000 letal, ki so jih dobili kot vojaško pomoč od ZDA. S pridom so ga uporabili kot letalo za podporo enotam na tleh ter nizko leteče lovsko prestrezniško letalo. Kljub 37-mm topu, ga Sovjeti niso uporabljali proti nemškim tankom. Letalo je v ameriških silah sodelovalo v bojih na Novi Gvineji ter v Sredozemlju, v enotah RAF pa kot pomožno letalo v Bitki za Britanijo. 

## Različice
- XP-39 - prototip
- YP-39 - testna izvedenka
- YP-39A - en primerek nadgradnje
- XP-39B - posodobljen prototip
- P-39C - prva produkcijska izvedenka
- P-39D - izvedenka z dodanim oklepom in samotesnilnimi rezervoarji
- P-39D-1 - izvedenka za tuje trge
- P-39D-2 - posodobljena izvedenka za tuje trge
- P-400 Airacobra I - P-39D za Britansko kraljevo vojno letalstvo (RAF)
- XP-39E - prototip z močnejšim motorjem
- P-39F-1 - izvedenka s posodobljenim propelerjem
- P-39F-2 - dodaten oklep in nameščene kamere v repu letala
- TP-39F - šolsko letalo
- P-39G - testno letalo za nove propelerje
- P-39J - P-39F z drugim motorjem
- P-39K - P-39D-2 z novim propelerjem
- P-39L - P-39K z novim pristajalnim kolesom in nosilci za rakete pod krili
- P-39M - nov propeler in motor
- P-39N - nov motor in propeler ter zmanjšan oklep
- P-39Q - drug propeler in 12,7 mm strojnice na nosilcih pod krili
- RP-39Q - dvosedežna različica šolskega letala
- F2L - letalo tarča
- XFL-1 - mornariški prototip